# Йёмле, Элла
Элла Йёмле в замужестве Берг (норв. Ella Gjømle; род. 29 мая 1979 года, Порсгрунн) — норвежская лыжница, победитель этапов Кубка мира, многократная чемпионка Норвегии. Специализировалась в спринтерских гонках.
В Кубке мира Йёмле дебютировала в 2 февраля 2000 года, в марте 2004 года одержала первую победу на этапе Кубка мира, в командном спринте. Всего имеет на своём счету 5 побед на этапах Кубка мира, 4 в командных гонках и 1 в личных. Лучшим достижением Йёмле в общем итоговом зачёте Кубка мира является 11-е место в сезоне 2005/06, в том же сезоне она стала 2-й в спринтерском зачёте Кубка мира, уступив лишь 8 очков Марит Бьёрген.
На Олимпийских играх 2006 года в Турине заняла 29-е место в масс-старте на 30 км свободным ходом, 6-е место в спринте и 4-е место в командном спринте.
За свою карьеру принимала участие в двух чемпионатах мира, лучший результат 9-е место в спринте классическим стилем на чемпионате мира 2005 года в Оберстдорфе.
Использовала лыжи производства фирмы Atomic.